# Susheela Raman
Susheela Raman (Tamil: சுசீலா ராமன்; Hendon, 21 juli 1973) is een uit Indiase ouders geboren Britse singer-songwriter, componiste en arrangeur. Ze werd genomineerd voor de BBC World Music Awards 2006. Haar debuutalbum Salt Rain werd in 2001 genomineerd voor de Mercury Prize. Ze staat bekend om haar energieke, levendige, syncretische en opbeurende liveoptredens, die zijn gebaseerd op de heilige Bhakti- en Soefitradities van India en Pakistan. Ze is getrouwd met Sam Mills.

## Biografie
De ouders van Susheela Raman zijn Tamils uit Thanjavur in Tamil Nadu, die halverwege de jaren 1960 in Londen aankwamen. Op 4-jarige leeftijd verlieten Raman en haar familie het Verenigd Koninkrijk voor Australië. Susheela groeide op met het zingen van Zuid-Indiase klassieke muziek en begon al op jonge leeftijd recitals te geven. Ze herinnert zich hoe haar familie de Tamilcultuur graag levendig wilde houden. Als tiener in Sydney begon ze haar eigen band en beschreef het geluid als funk en rock-'n-roll, voordat ze vertakte in meer blues- en jazzmuziek, waarvoor heel andere stemtechnieken nodig waren. Ze probeerde deze streams samen te brengen toen ze in 1995 naar India reisde om haar wortels te herontdekken door Carnatic-muziek verder te verkennen.
In 1997 keerde ze terug naar Engeland en begon te werken met haar partner, gitarist/producent Sam Mills, die Real Sugar had opgenomen met de Bengaalse zanger Paban Das Baul. Volgens Raman overbrugde dit een kloof en vond het een gemeenschappelijke basis voor het uiten van een bepaald soort Indiase muziek voor een nieuw publiek. In 1999 schreef Raman mee aan nummers voor het album One and One is One van Joi en trad ook op op het nummer Asian Vibes. Mills had samengewerkt met West-Afrikaanse muzikanten in de groep Tama, die ook muzikale contacten opende binnen het Parijse muziekcircuit.
Na een periode van drie jaar in samenwerking met Sam Mills, bracht Raman in 2001 haar eerste album Salt Rain uit bij Narada, een Amerikaanse dochteronderneming van EMI Music. Het album werd goud in Frankrijk en in het Verenigd Koninkrijk stond het op de shortlist voor de Mercury Music Prize. Raman won ook de prijs voor beste nieuwkomer van BBC Radio 3. Salt Rain putte uit traditionele Tamil-muziek, vermengd met jazz-folk- en pop-invloeden. Het bevatte origineel materiaal, evenals oude liedjes die Raman zong tijdens recitals toen ze jonger was.
In 2003 bracht Raman haar tweede album Love Trap uit, waarop onder andere de Nigeriaanse drummer Tony Allen en Tuvan-zanger Albert Kuvezin van de groep Yat-Kha te horen waren. Het titelnummer is een herinterpretatie van een Ethiopisch lied van Mahmoud Ahmed.
Het derde album Music for Crocodiles van Raman werd uitgebracht in 2005 en was gedeeltelijk opgenomen in Chennai, India. Het album bevatte The Same Song, dat door Mira Nair werd gebruikt voor de aftiteling van haar film The Namesake. (Nair gebruikte ook Ramans versie van het Hindi-filmlied Ye Mera Divanapan Hai uit de jaren 1960 van het vorige album). Op Music for Crocodiles zong Raman voor het eerst in het Frans op L'Ame Volatile.
Ramans training in Carnatic klassieke muziek is hoorbaar in Tamil klassieke titels zoals Sharavana, haar zang Meanwhile (op hetzelfde album) in een raga genaamd Kanakaangi, en in het nummer Light Years met een melodie in Kalyani rāgam, evenals het veenaspel van Punya 'Devi' Srinivas. In 2006 werd Susheela opnieuw genomineerd voor een BBC World Music Award en was ze het onderwerp van de documentaire Indian Journey van een uur van de Frans-Duitse tv-zender Arte, geregisseerd door Mark Kidel.
Susheela's deal met Narada eindigde in 2006 en dat jaar nam ze zelfstandig het album 33 1⁄3 op, een set van nieuwe voorstellingen van nummers uit de jaren 1960 en 1970. Onder de artiesten vallen Bob Dylan, John Lennon, The Velvet Underground, Captain Beefheart, Jimi Hendrix, Can en Throbbing Gristle. Het album bevat de langdurige medewerkers Sam Mills op gitaar, Vincent Segal op cello en tabla-speler en percussionist Aref Durvesh. Het album werd in april 2007 in Frankrijk uitgebracht op het onafhankelijke label XIII Bis. Raman oogstte veel lof voor haar live optredens. Ze bleef muziek onderzoeken en ontdekken van Tamil Nadu en studeerde in 2007 bij de Bhakti-zanger Kovai Kamla.
In 2011 bracht Raman Vel uit, wat een verandering in muzikale richting markeerde, die goed werd ontvangen. Ze volgde dit op met een reeks concerten, die haar nieuwe muzikale richting demonstreerden, wat, zoals haar recensenten het noemden, een opwindende comeback werd. Van 2011 tot 2013 werkte Raman met Rajasthani-muzikanten samen met Sufi Qawali-zangers en -muzikanten in Lahore en bleef ze extatische en devotionele muziekstijlen verkennen. In 2013 keerde Raman terug naar het podium in Londen in de Royal Festival Hall als onderdeel van het Alchemy Festival, nadat ze eerder op het Jaipur Literary Festival had gespeeld.
In september 2013 kondigde Susheela Raman een nieuw titelloos album aan en nodigde de fans uit om de publicatie in het voorjaar van 2014 te waarborgen. Hierover zei ze: "De plaat die ik nu maak, weerspiegelt mijn werk van de afgelopen jaren in Londen, maar ik reisde om te werken met meestermuzikanten uit India en Pakistan. Het bevat meestermuzikanten uit Rajasthan en spectaculaire Sufi Qawwali-zangers uit Pakistan. Naast mijn jarenlange metgezellen gitarist/producent Sam Mills en tablagenie Aref Durvesh, maken ook de legendarische drummer Tony Allen van Fela Kuti en de Franse cellist Vincent Segal hun opwachting. Het is echt een spannend album met zang in het Engels, Tamil, Punjabi, Urdu, Marwari en Bengaals. Het heeft een fantastisch spel en gastvocalen van Kutle Khan en Rizwan Muazzam. Het is een groot, mooi, ambitieus, baanbrekend album en ... het draait allemaal om de nummers. Het is een Work in Progress en er is een sterke start gemaakt. Terwijl de Qawals en Rajasthanis in april in Londen waren, hadden we een aantal geweldige sessies en legden we de basisopname vast voor ongeveer negen nummers tot nu toe, en nu zijn we op zoek naar financiering om de opname te voltooien en uit te geven, om het album te mixen, te masteren en vervolgens te promoten." Het album werd uiteindelijk op 1 maart 2014 uitgebracht als Queen Between.

## Discografie
- 2001: Salt Rain
- 2003: Love Trap
- 2005: Music for Crocodiles
- 2007: 33 1⁄3
- 2011: Vel
- 2014: Queen Between
- 2018: Ghost Gamelan
- 2020: Gypsy

## Videografie
- ????: Vodoo child
- ????: You do right / Bolo bolo
- 2001: Ganapati (dir/DOP: Andrew Catlin) (2001)
- 2001: Salt Rain (dir/DOP: Andrew Catlin) (2001)
- 2002: Maya (dir/DOP: Andrew Catlin) (2002)
- ????: MTV Unplugged (India): Episode 5 – Susheela Raman – Ennapane

- Bibliothèque nationale de France: cb14047380j (data)
- Gemeinsame Normdatei: 135236606
- International Standard Name Identifier: 0000 0001 2141 7217
- Library of Congress Control Number: no2004007524
- MusicBrainz: fe2bfb00-1dd3-4e97-b0ad-39c5228a1ef1
- Nationale Bibliotheek van Tsjechië: js20050704030
- Système universitaire de documentation: 078051436
- Virtual International Authority File: 84236461
- WorldCat: E39PBJB8tB7MMmKGX49JdfV3cP